# Kombinat Anlagenbau Braunkohle
Das VE Kombinat Anlagenbau Braunkohle Regis (KABB) war ein 1980 gegründetes Kombinat in der Deutschen Demokratischen Republik.
Aufgabe der Kombinatsbetriebe war die „Reparatur, Instandsetzung [und] Instandhaltung von Anlagen und Geräten“ der Braunkohletagebaue sowie Brikettfabriken und Kraftwerke. Zu instandgesetzten Maschinenteilen zählten unter anderem Baggereimer, E-Loks und Baggerfahrgestelle.
Das Kombinat unterstand dem Ministerium für Kohle und Energie. Weitere zentral geleitete Kombinate im Zuständigkeitsbereich dieses Ministeriums sind in der Liste von Kombinaten der DDR aufgeführt. Das Kombinat ging aus dem Instandsetzungskombinat Regis hervor, das seinerseits 1971 gegründet wurde.
Der Kombinatsbetrieb VEB Stahl- und Hartgußwerk Bösdorf war ehemals im namensgebenden Bösdorf angesiedelt und wurde bis 1984 in Knautnaundorf neu aufgebaut, da die Ortschaft Bösdorf zu Beginn der 1980er Jahre durch den Tagebau Zwenkau abgebaggert wurde. Im Betriebsnamen blieb der alte Standort weiterhin verankert.
Im Zuge der Wende und der anschließenden Wiedervereinigung wurde das Kombinat 1990 aufgelöst, und seine Betriebe wurden privatisiert. Der VEB Zentralwerkstatt Regis war hierbei im April 1990 der erste Betrieb der DDR, der in eine Kapitalgesellschaft überführt wurde.

## Zugehörige Betriebe
Zum Kombinat gehörten zuletzt die folgenden Betriebe:
- VEB Zentralwerkstatt Regis; (Stammbetrieb)
- VEB Stahl- und Hartgußwerk Bösdorf
- VEB Zentralwerkstatt Gräfenhainichen